# FMT 95.2 programme Europe 2
Pour l’article homonyme, voir FMT.
Cet article relate uniquement l’histoire de la radio F.M.T. créée en 1984 et disparue en 2007. 
Il ne traite en aucun cas des projets de reprises d’activités de cette radio et de ses émissions, sous le même nom et les mêmes couleurs que celle disparue en 2007. 
FMT (Fréquence Modulée du Ternois) 95.2 programme Europe 2 (ou Europe 2 Saint-Pol-sur-Ternoise) est une ancienne station privée située à Saint-Pol-sur-Ternoise. Elle émet alors sur un secteur s’étendant au-delà des limites du territoire du Ternois. 
Dernière radio locale en France à avoir encore la dénomination « Programme Europe 2 » accolée au nom de la radio, FMT diffuse alors Europe 2 en dehors de son propre programme.
À cause d'une tempête survenue le 17 janvier 2007, pliant en deux le pylône de la radio, cette dernière a cessé d'émettre pendant plus d'une journée. La mise en place d'une antenne provisoire courte portée a permis à FMT 95.2 programme Europe 2 de diffuser ses programmes, mais n'ayant pas les moyens de financer la reconstruction totale du pylône et devant aussi faire face à des problèmes d'autorisations de reconstruction de celui-ci, la radio n'émet plus que sur un rayon de quelques kilomètres via un pylône d'Orange GSM.
Un orage d'été mettra à terre la radio, grillant au passage les dernières ressources techniques de la radio pour émettre (antenne, émetteur...). Le matériel étant vieux et donc plus assuré, FMT cessa définitivement ses émissions le 31 août 2007, faute de moyens financiers et de soutiens locaux pour poursuivre l'aventure.
Depuis janvier 2009, la fréquence de FMT a été reprise par l'antenne nationale de Virgin Radio, nom qui remplaça celui d'Europe 2 entre le 1er janvier 2008 et le 31 décembre 2022. La diffusion ne comporte plus aucun décrochage local.